# 美國劇目劇團

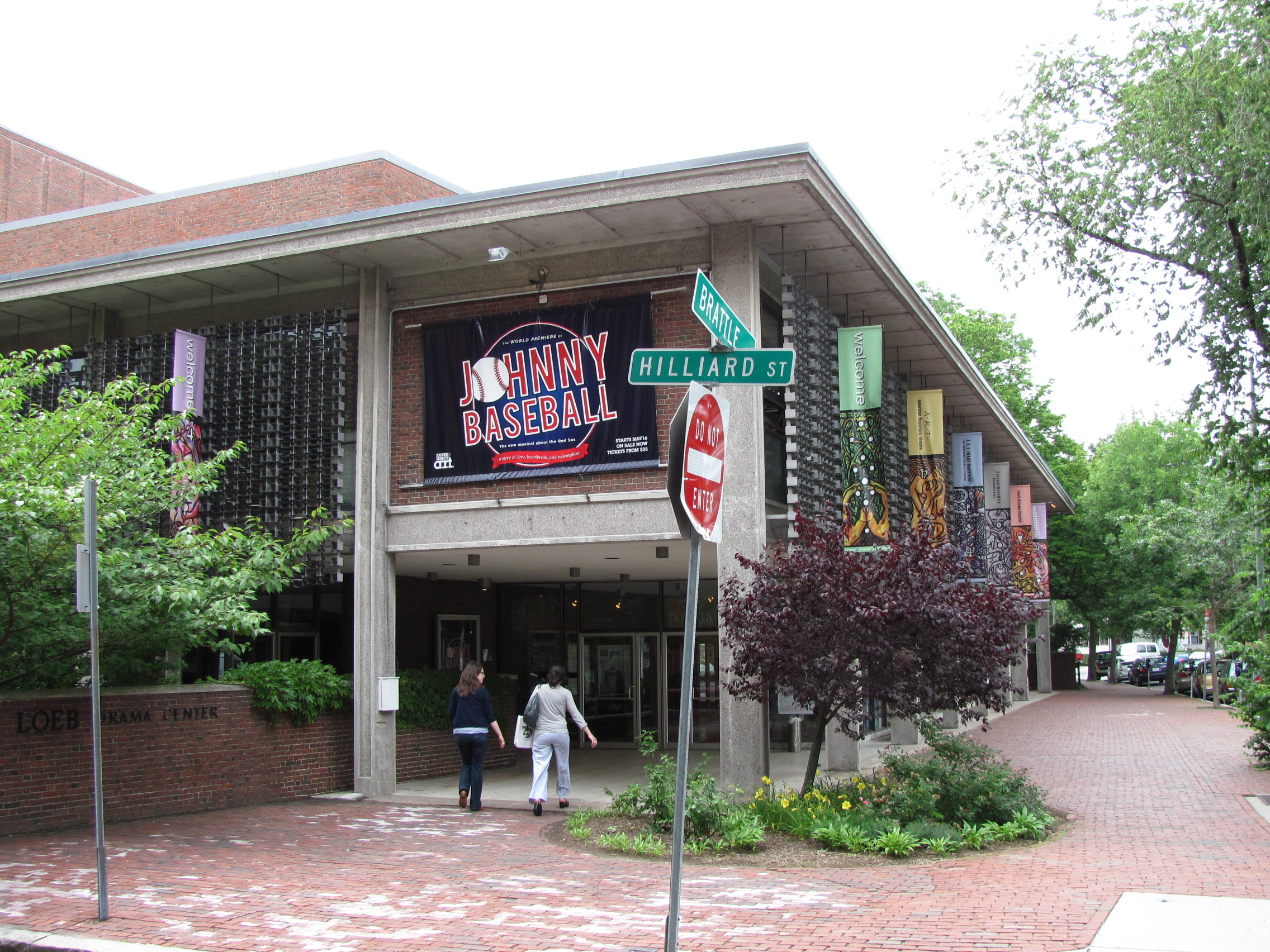
Loeb戲劇中心

美國劇目劇團（英語：American Repertory Theater，縮寫A.R.T.）位於美國麻州劍橋市，是一個非營利的專業劇團。美國劇目劇團成立於1980年，創辦人為Robert Brustein，在美國戲劇界有多項成就，包括創新美國戲劇與音樂劇之探索，找回被忽略之舊經典，以及用令人耳目一新的詮釋方法來重建古典文本等，使其名聞遐邇。過去三十年間，曾獲得多項美國著名的獎項，包含1982年的普立茲獎、1986年的東尼獎以及1985年的Jujamcyn Award。另外，2002年12月，獲得美國國家劇團聯盟（National Theatre Conference）傑出成就獎；2003年5月，獲時代雜誌選為全美前三劇團。美國劇目劇團位於哈佛大學校內的Loeb戲劇中心。

## 外部連結
- 美國劇目劇團官方網站 （页面存档备份，存于）